# Spodnji Otok
Spodnji Otok – wieś w Słowenii, w gminie Radovljica. W 2018 roku liczyła 112 mieszkańców.